# Mademoiselle de Paris (pel·lícula de 2010)
Mademoiselle de Paris és la primera pel·lícula pornogràfica francesa coproduïda l'any 2010 per Marc Dorcel i usuaris d'Internet a través de la plataforma comunitària MyDorcel. Va ser dirigit per Hervé Bodilis i protagonitzada per Jade Laroche, Jessica Fiorentino, Nina Roberts, Claire Castel, Anna Polina, Suzie Carina, Black Angelika, Aleska Diamond, James Brossman, Eric Park, J.P.X., Ian Scott i Alex.
La pel·lícula es va rodar a París el juny de 2010, el pressupost de 185.000 € va ser pagat en un 49% per Marc Dorcel i en un 51% pels productors d'Internet de MyDorcel.

## Sinopsi
La parisenca dia i nit sap ser sexy per atreure les mirades cap a ella i fer trobades molt inusuals...

## Repartiment
- Aleska Diamond
- Alex
- Anna Polina
- Black Angelika
- Claire Castel
- Eric Park
- Ian Scott
- Jade Laroche
- James Brossman
- Jessica Fiorentino
- J.P.X.
- Nina Roberts
- Suzie Carina

## Nominacions
- Premis AVN de 2012: millor pel·lícula estrangera i millor director de pel·lícula estrangera.[2]